# Arvid Lindblad
Arvid Lindblad, né le 8 août 2007 à Virginia Water (Surrey), est un pilote automobile britannique.

## Biographie
Arvid Lindblad naît le 8 août 2007 à Virginia Water, dans le Surrey. Son père, Stefan, est suédois, tandis que sa mère, Anita, est d'origine indienne,. Possédant la double nationalité britannico-suédoise, il évoule en sport automobile sous licence britannique.

### 2015-2022: jeunesse et karting
La carrière de d'Arvid Lindblad débute par le karting, en 2015, avec les LGM Series en catégorie Cadets, catégorie qu'il disputera jusqu'à la remporter en 2018. Il participe aussi entre 2016 et 2017 aux Super One en catégorie Cadets. En parallèle, il s'exerce en Kartmasters British Grand Prix en section IAME et Honda et ce durant la période 2016-2018.
À partir de 2019, il est engagé en WSK Champions cup en catégorie OK junior au sein de l'écurie Forza Racing et termine deuxième lors de sa première participation. Il participe aussi à ce championnat en 2020 et 2021, mais cette fois-ci au sein de KR Motorsport. En 2021, il rejoint le Red Bull Junior Team en tant que pilote support,. L'année suivante, le Britannique intègre à temps plein l'académie gérée par Helmut Marko.

### 2022-2023: Formule 4

#### 2022: demi-saison avec Van Amersfoort Racing en Italie
En 2022, Lindblad est engagé par Van Amersfoort Racing pour participer au championnat d'Italie de Formule 4,. Le Britannique ne participe cependant pas à toute la saison, ne rejoignant le championnat qu'à partir de la cinquième manche, organisée au Red Bull Ring. Il termine sa première course dans la catégorie à la quinzième place. Il termine à la même position de la course suivante. Lors de l'épreve suivante, sur le circuit de Monza, il rentre pour la première fois dans les points avec une septième place. Lors de la course suivante, Lindblad rentre de nouveau dans les points avec une neuvième place. Lors de la dernière manche de la saison, au Mugello, il termine vingt-et-unième derrière son coéquipier Jules Castro. Lors de la deuxième course, il est contraint d'abandonner à la suite d'un accrochage avec Ethan Ischer après seulement trois tours. A la fin de la saison, il se classe dix-septième du championnat avec 12 points.

#### 2023: saison complète en championnat italien avec Prema Racing

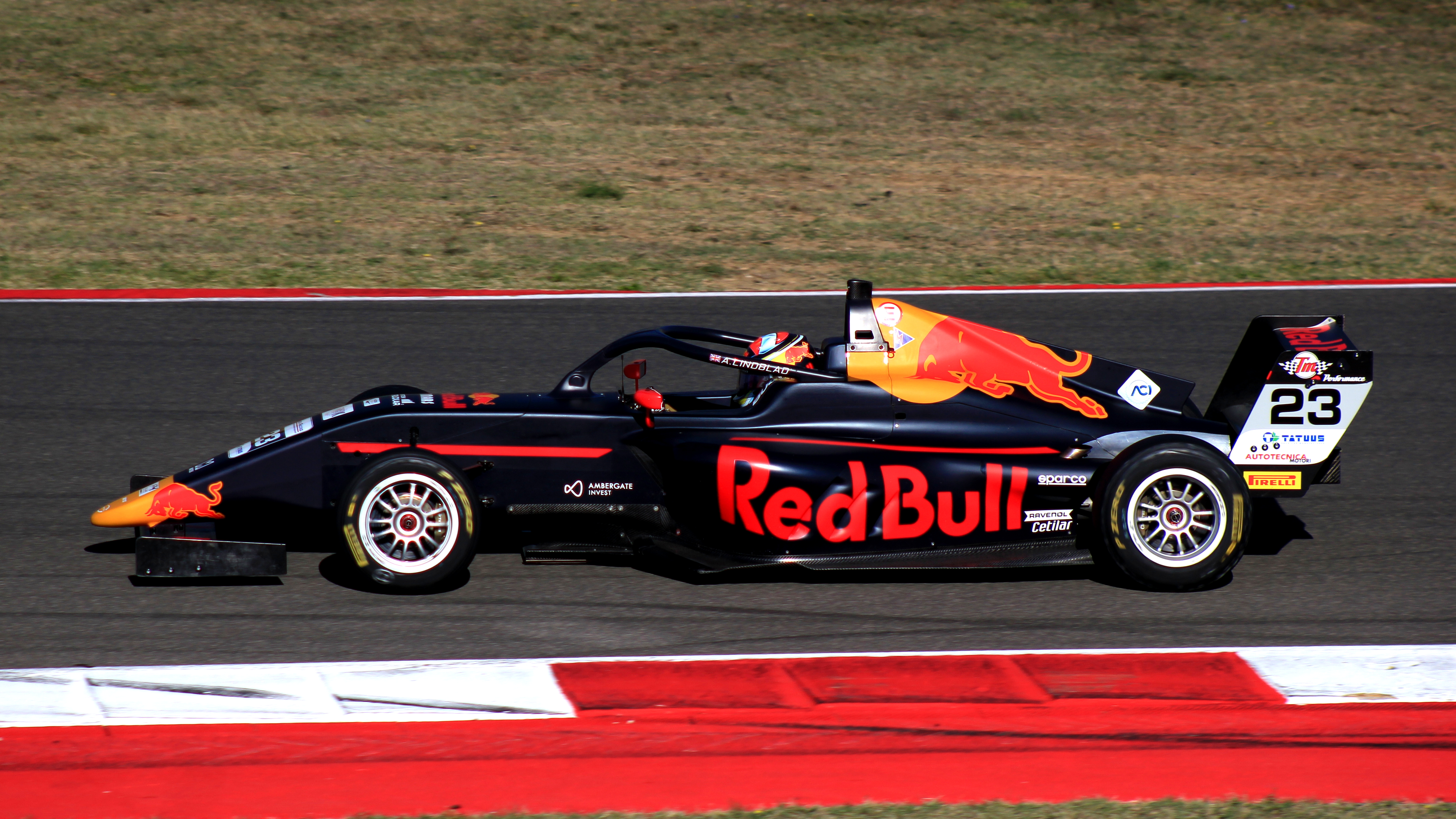
Arvid Lindblad en Formule 4 italienne en 2023 au Mugello.

En 2023, Lindblad participe d'abord au Championnat des Émirats arabes unis de Formule 4 avec l'écurie Hitech Grand Prix. Il remporte sa seule victoire de la saison lors de la troisième course de la première manche à Dubai et monte sur deux autres podiums. Il se classe cinquième du championnat avec un total de 107 points. Il est ensuite engagé par Prema Racing pour disputer le championnat d'Italie de Formule 4. Après une bonne entame de saison où il décroche trois victoires et trois deuxièmes places, le Britannique remporte les trois courses de l'épreuve de Monza et pointe alors en tête du championnat avec 80 points d'avance sur son plus proche rival.
Lindblad ne monte plus sur le podium durant la deuxième moitié de saison, ce qui lui vaut de se faire rattraper par Kacper Sztuka, qui remporte huit des neuf dernières courses. Il termine à la troisième place du championnat avec un total de 263,5 points derrière le pilote polonais et Ugo Ugochukwu,. Il participe en fin de saison au Grand Prix de Macao de Formule 4, disputé en marge du championnat d'Asie du Sud-Est de Formule 4, où il remporte les deux courses du week-end. La même année, l'Anglais s'engage dans la saison inaugurale d'Euro 4 avec Prema Powerteam et termine quatrième du championnat, devant son coéquipier Tuukka Taponen

### Formule 3 FIA

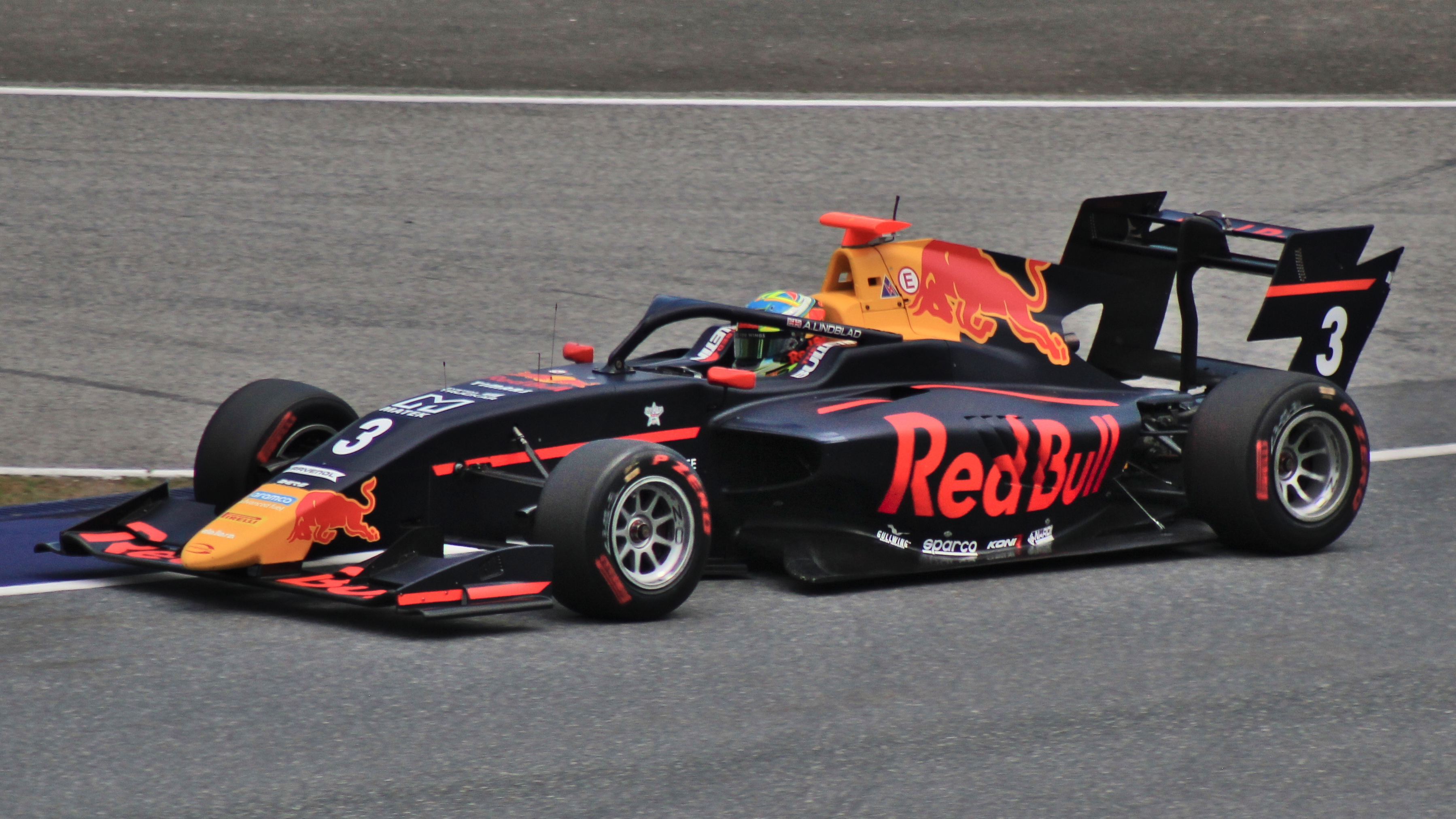
Arvid Lindblad en Formule 3 FIA en 2024 à Spielberg.

En 2024, Lindblad rejoint le championnat de Formule 3 FIA avec Prema Racing. Il fait équipe avec Gabriele Minì et Dino Beganovic.
Lors de la première épreuve de l'année, il gagne la course sprint sur le circuit de Sakhir . Le lendemain, il termine huitième de la course principale.
Lors de l'épreuve de Melbourne, il termine deuxième de la course sprint derrière Martinius Stenshorne. Le lendemain, il termine onzième, se plaçant alors cinquième du championnat, derrière ses coéquipiers. Sur le circuit d'Imola, il termine huitième de la course sprint, une demi-seconde derrière Laurens van Hoepen. Le lendemain, il termine septième de la course principale, cinq seconde derrière Minì et Beganovic,.
Après sa double arrivée dans les points, il est contraint d'abandonner durant la course sprint à Monaco, à la suite d'une collision avec Christian Mansell. Lors de l'épreuve de Barcelone, il gagne la course principale devant Christian Mansell, à l'occasion de la centième course du championnat de Formule 3 FIA.
Lors de l'épreuve de Silverstone, le Britannique gagne la course sprint devant Noel León, en prenant le tour le plus rapide. Le lendemain, il remporte la course principale, devant Gabriele Minì et Callum Voisin. La fin de saison est cependant plus compliquée pour le Britannique avec un accident avec Matías Zagazeta lors de la course principale en Hongrie, où il termine 28e. Lors de l'épreuve suivante à Spa-Francorchamps, il est à nouveau victime d'un accident lors de la course principale, cette fois-ci avec Christian Mansell.
Il termine quatrième du championnat avec 113 points, 17 points derrière son coéquipier Minì qui termine vice-champion.

### Formule Régionale
Début 2025, Lindblad s'engage dans le championnat d'Océanie de Formule Régionale. Lors de la première manche de la saison, il décroche la pole position de la troisième course, qu'il remporte, tout en obtenant son troisième podium en trois courses disputées. Il prend alors la tête du championnat. Lors de la deuxième épreuve de la saison à Hampton Downs, le Britannique décroche la pole position et remporte la première course. Il réitère sa performance lors de la troisième course, en décrochant également le meilleur tour. Pour la manche suivante se déroulant à Manfield, il décroche la pole position, la victoire et le meilleur tour de la première course. La deuxième course s'avère plus difficile, avec une quatorzième position . Pour la troisième course de Manfield, il décroche de nouveau la pole position et la victoire, tout en prenant le meilleur tour.
Lors de la première course disputée sur le circuit de Teretonga Park, le Britannique décroche la pole position et le meilleur tour mais cède la victoire à Matías Zagazeta. Il termine ensuite sixième de la deuxième course. Lors de la troisième course, il s'impose avec le meilleur tour devant Michael Shin et Zagazeta. Pour la dernière manche de la saison, au Highlands Motorsport Park, il se qualifie en deuxième position pour la première course. L'Anglais termine à la même position, derrière la poleman Patrick Heuzenroeder, ce qui lui permet de décrocher le titre. Durant la deuxième course, il est la victime collatérale d'un accident et est contraint d'abandonner. Pour l'ultime course de la saison, il termine troisième derrière Zack Scoular, sacré meilleur débutant. Il termine la saison avec six victoires, six poles positions, six meilleur tour et douze podiums.

### Formule 2 FIA

#### 2025

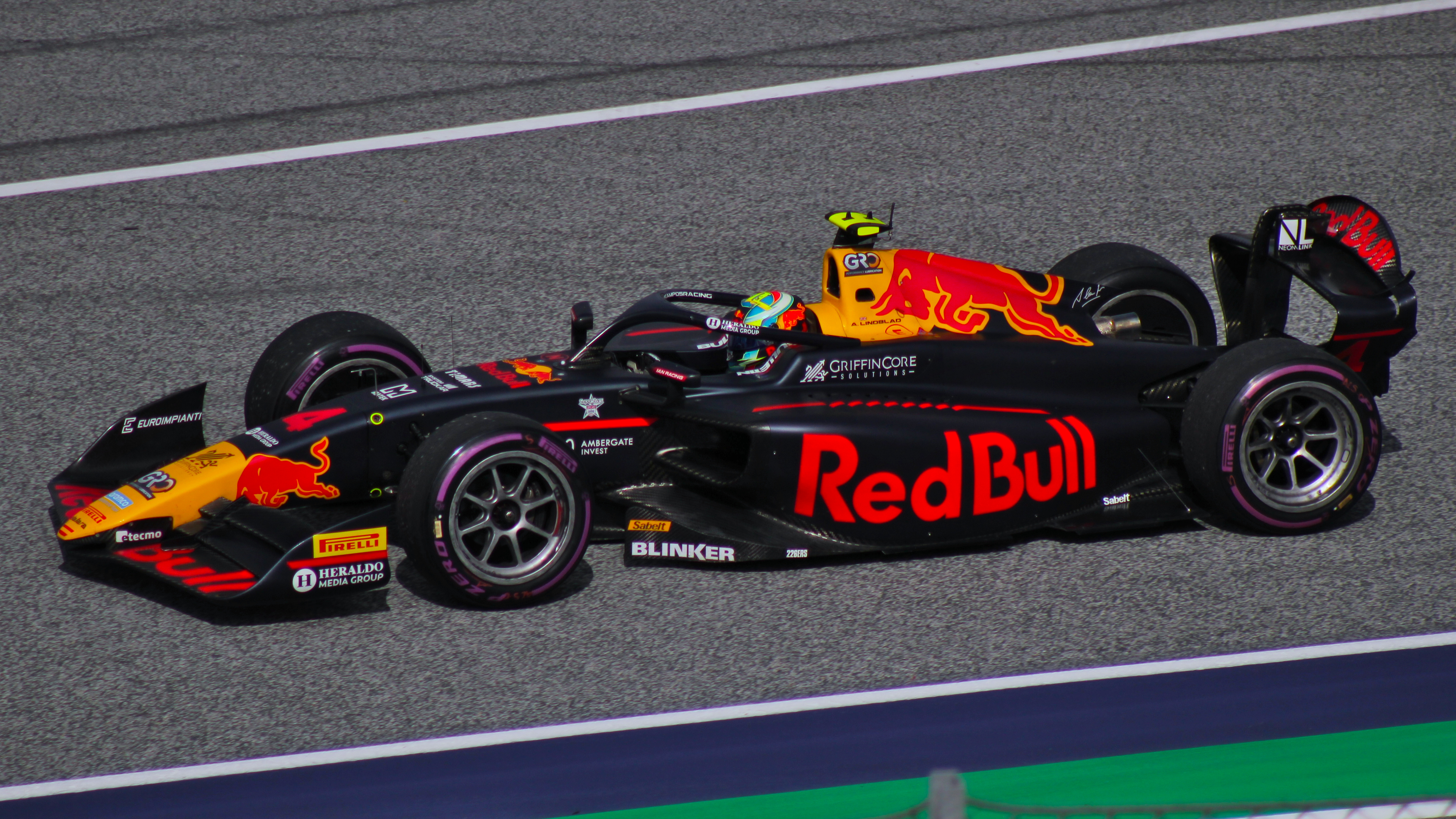
Arvid Lindblad en Formule 2 en 2025 à Spielberg.

Le 12 septembre 2024, Arvid Lindblad est officialisé chez Campos Racing pour la saison 2025 de Formule 2 FIA aux côtés de Pepe Martí. Le Britannique exprime alors sa joie et son envie de « faire partie de l'histoire et de l'héritage de Campos ». Lors de la manche inaugurale, en Australie, il termine dixième de la course sprint. À Sakhir, il termine cinquième de la course sprint. Le lendemain, après s'être élancé de la seizième position sur la grille, il remonte jusqu'à la huitième place. Il remonte amors à la neuvième place du championnat avec 8 points. À Djeddah, le Britannique devient le plus jeune vainqueur de l'histoire de la Formule 2 en remportant la course sprint. Le dimanche, il franchit la ligne d'arrivée huitième mais est classé septième grâce à la pénalité infligée à Alex Dunne.
À Imola, Lindblad se qualifie sixième. Longtemps en lutte avec Jak Crawford lors de la course sprint, il termine deuxième derrière celui-ci. Le lendemain, il remonte le peloton et termine quatrième avec le meilleur tour en course, ce qui lui permet de remonter à la cinquième place du championnat. À Monaco, il se qualifie troisième du groupe A. Il parvient à remonter mais reçoit une pénalité qui le classe huitième de la course sprint. Le lendemain, l'Anglais termine cinquième d'une course longue chaotique. Une semaine plus tard, l'Anglais décroche sa première pole position à Barcelone. Parti douzième, il remonte jusqu'à la huitième place de la course sprint. Le lendemain, il convertit sa pole position en victoire. Celle-ci lui permet de remonter à la troisième place du championnat avec 79 points.

## Résultats

### Résultats en monoplace
| Saison | Championnat                                      | Écurie                    | Courses | Victoires | Pole positions | Meilleurs tours | Podiums | Points | Classement |
| ------ | ------------------------------------------------ | ------------------------- | ------- | --------- | -------------- | --------------- | ------- | ------ | ---------- |
| 2022   | Championnat d'Italie de Formule 4                | Van Amersfoort Racing     | 8       | 0         | 0              | 0               | 0       | 12     | 17e        |
| 2023   | Championnat des Émirats arabes unis de Formule 4 | Hitech Grand Prix         | 15      | 1         | 1              | 1               | 3       | 107    | 5e         |
| 2023   | Championnat d'Italie de Formule 4                | Prema Powerteam           | 21      | 6         | 4              | 3               | 10      | 263,5  | 3e         |
| 2023   | Championnat d'Euro 4                             | Prema Powerteam           | 9       | 1         | 1              | 2               | 4       | 124    | 4e         |
| 2023   | Grand Prix de Macao de Formule 4                 | SJM PREMA Theodore Racing | 2       | 2         | 2              | 2               | 2       | N/A    | Vainqueur  |
| 2024   | Formule Régionale Moyen-Orient                   | Mumbai Falcons Limited    | 9       | 1         | 0              | 0               | 1       | 33     | 13e        |
| 2024   | Formule 3 FIA                                    | Prema Racing              | 20      | 4         | 0              | 1               | 5       | 113    | 4e         |
| 2025   | Formule Régionale Océanie                        | M2 Competition            | 15      | 6         | 6              | 6               | 12      | 370    | Champion   |
| 2025   | Formule 2                                        | Campos Racing             | 19      | 2         | 1              | 2               | 3       | 92     | 7e         |

### Résultats en championnat d'Italie de Formule 4
| saison | Ecurie                | 1     | 2     | 3       | 4       | 5       | 6       | 7       | 8       | 9       | 10        | 11    | 12      | 13       | 14       | 15      | 16       | 17      | 18        | 19       | 20       | 21        | 22       | Classement | Points |
| ------ | --------------------- | ----- | ----- | ------- | ------- | ------- | ------- | ------- | ------- | ------- | --------- | ----- | ------- | -------- | -------- | ------- | -------- | ------- | --------- | -------- | -------- | --------- | -------- | ---------- | ------ |
| 2022   | Van Amersfoort Racing | IMO 1 | IMO 2 | IMO 3   | MIS 1   | MIS 2   | MIS 3   | SPA 1   | SPA 2   | SPA 3   | VLL 1     | VLL 2 | VLL 3   | RBR 1 15 | RBR 2 15 | RBR 3   | RBR 4 22 | MNZ 1 7 | MNZ 2 9   | MNZ 3 A  | MUG 1 21 | MUG 2 Abd | MUG 3 8  | 17e        | 12     |
| 2023   | Prema Racing          | IMO 1 | IMO 2 | IMO 3 2 | IMO 4 1 | MIS 1 2 | MIS 2 1 | MIS 3 1 | SPA 1 5 | SPA 2 3 | SPA 3 Abd | MNZ 1 | MNZ 2 1 | MNZ 3 1  | LEC 1 8  | LEC 2 4 | LEC 3 6  | MUG 1 5 | MUG 2 31† | MUG 3 10 | VLL 1 6  | VLL 2 9   | VLL 3 14 | 3e         | 263.5  |

### Résultats en championnat d’Océanie de Formule Régionale
(Les courses en gras indiquent une pole position) (les courses en italique indiquent un meilleur tour)
| Saison | Ecurie         | 1       | 2       | 3       | 4     | 5       | 6       | 7     | 8        | 9       | 10      | 11      | 12      | 13      | 14        | 15    | Classement | Points |
| ------ | -------------- | ------- | ------- | ------- | ----- | ------- | ------- | ----- | -------- | ------- | ------- | ------- | ------- | ------- | --------- | ----- | ---------- | ------ |
| 2025   | M2 Competition | TAU 1 3 | TAU 2 3 | TAU 3 1 | HMP 1 | HMP 2 3 | HMP 3 1 | MAN 1 | MAN 2 14 | MAN 3 1 | TER 1 2 | TER 2 6 | TER 3 1 | HIG 1 2 | HIG 2 Abd | HIG 3 | Champion   | 370    |